# Guettarda valenzuelana
Guettarda valenzuelana är en måreväxtart som beskrevs av Achille Richard. Guettarda valenzuelana ingår i släktet Guettarda och familjen måreväxter. Inga underarter finns listade i Catalogue of Life.